# Бэдуотер
Бэдуо́тер (англ. Badwater) — впадина в Долине Смерти на территории округа Иньо, штата Калифорния, США. Является самой глубокой наземной впадиной на территории Северной Америки (её глубина на 86 м ниже уровня моря) и второй по глубине в западном полушарии после Гран-Бахо-де-Сан-Хулиан в Аргентине. Всего в 123 км от впадины расположена гора Уитни, самая высокая точка Континентальных штатов.
10 июля 1913 года здесь была зафиксирована температура воздуха +56,7 °C, которая является самой высокой зарегистрированной температурой в Западном полушарии.
Местность представляет собой бассейн, накапливающий воду из нескольких небольших родников, однако скопление солей в бассейне делает её непригодной для питья — эта особенность и дала название местности Бэдуо́тер, что дословно означает «плохая вода». В бассейне обитают несколько видов растений и животных, среди которых встречается солерос европейский, эндемичная улитка Assiminea infirma и некоторые водные насекомые.
Бассейн на самом деле не является самой низкой точкой, последняя расположена в нескольких милях к западу и постоянно меняет своё местоположение. Однако по залежам соли в этом месте опасно передвигаться, так как во многих местах они представляют собой лишь тонкую корку. По этой причине отметка о самой низкой точке расположена рядом с бассейном.

## Интересные факты
Из Бэдуотера ежегодно стартует «самый тяжёлый легкоатлетический пробег в мире» — сверхмарафон Бэдуотер.